# Дараински лепилемур
Дараинският лепилемур (Lepilemur milanoii) е вид бозайник от семейство Тънкотели лемури (Lepilemuridae). Видът е застрашен от изчезване.

## Разпространение и местообитание
Разпространен е в Мадагаскар.